# حريم عنزروت (مسلسل)
حريم عنزروت هو مسلسل كويتي كوميدي، من إخراج حسين سامر دشتي ومن تأليف بكر البكر.

## الممثلون
- طارق العلي
- ناديه كرم
- هيا الشعيبي
- ياسه
- أحمد الفرج
- نواف النجم
- شهاب حاجيه
- فرحان العلي

## وصلات خارجية
حريم عنزروت (مسلسل) في قاعدة بيانات الأفلام العربية